# Europamästerskapen i skidorientering
Europamästerskapen i skidorientering är skidorienteringens Europamästerskap. Tävlingarna hade premiär 2001.

## Tävlingar
| år   | Datum                 | Land      | Ort                     |
| ---- | --------------------- | --------- | ----------------------- |
| 2001 | 12–18 mars            | Ryssland  | Vologda                 |
| 2003 | 11–19 januari         | Italien   | Kastelruth (Seiser Alm) |
| 2006 | 20–27 februari        | Ryssland  | Ivanovo                 |
| 2008 | 14–20 januari         | Schweiz   | S-chanf                 |
| 2010 | 8–15 februari         | Rumänien  | Miercurea Ciuc          |
| 2011 | 31 januari–6 februari | Norge     | Lillehammer             |
| 2012 | 20–26 februari        | Ukraina   | Sumy                    |
| 2013 | 11–17 februari        | Lettland  | Madona                  |
| 2014 | 5–15 mars             | Ryssland  | Tiumen                  |
| 2015 | 19–25 januari         | Schweiz   | Lenzerheide             |
| 2016 | 29 februari–5 mars    | Österrike | Obertilliach            |
| 2017 | 7–12 februari         | Finland   | Imatra                  |
| 2018 | 3–8 februari          | Bulgarien | Velingrad               |
| 2019 | 3–11 februari         | Turkiet   | Sarıkamış               |

### Fotnoter
1. ↑  Europamesterskap ski-orientering Arkiverad 15 mars 2014 hämtat från the Wayback Machine. orientering.no. Norges Orienteringsforbund